# Ferdinand Fellner
Ferdinand Fellner (mlađi) (Beč, 19. travnja 1847. – 22. ožujka 1916.) bio je austrijski arhitekt.
Ferdinand je sin graditelja i arhitekta  Ferdinanda Fellnera (starijeg). Studirao je na bečkoj Technischen Hochschule, ali je studij prekinuo i počeo raditi u očevu ateljeu. Godine 1870. napravio je svoj prvi samostalni projekt za kazališnu zgradu Interimstheater u Brnu. Nakon očeve smrti, vodio je njegov atelier i započete poslove poput bečkog Stadttheatera, koji je 1884. izgorio. 
Godine 1873. osnovao je sa svojim školskim drugom Hermannom Helmerom zajednički arhitektonski studio Büro Fellner & Helmer, koji je postao najznačajniji projektantski studio za kazališne zgrade i druge zgrade javnog značaja u Austro-Ugarskoj monarhiji. Tome je umnogome pomoglo prijateljstvo Fellnera s Heinrichom Laubeom kasnijim direktorom bečkog Burgtheatera. Uvijek je angažirao najpoznatije umjetnike za opremu enterijera, poput Gustava Klimta.
Njegov najpoznatiji rad je Bečki Volkstheater. Godine 1903. postao je šef k.u.k. Višeg ureda za planiranje. Ferdinad Fellner je za Hrvatsku značajan jer je zajedno sa svojim partnerom Helmerom napravio najznačajnije kazališne zgrade u Zagrebu, Rijeci i Varaždinu.

## Značajna djela
- Stadttheater, Beč  (1884.) odnosno pregradnja iste zgrade u kazalište Etablissement Ronacher (Ronacher Theater), (1888.)
- Volkstheater,  Beč  (1873. – 1893.)
- Sveučilišna zvjezdarnica,  Beč  (1874. – 1878.)
- Robna kuća Thonet, Beč  (1884.)
- Groblje Margaretenhof, Beč  (1885.)
- Stephaniewarte, na brdu Kahlenberg,  Beč (1887.)
- Konzerthaus, Ravensburg (1896. – 1897.)
- Schauspielhaus, Hamburg (otvoren 1900.)
- Glavna fasada kazališta, Theater an der Wien, Beč (1902.)
- Konzerthaus, Beč  (1913.)
- Hessisches Staatstheater,  Wiesbaden (1894.)

- O zajedničkim projektima koje je Fellner napravio sa svojim partnerom Helmerom pogledajte: Biro Fellner & Helmer

## Vanjske poveznice
- O Ferdinandu Fellneru (mlađem) na stranicama bečkog arhitektonskog leksikona  Arhivirana inačica izvorne stranice od 4. listopada 2006. (Wayback Machine)
- O Ferdinandu Fellneru u donjoaustrijskom leksikonu   Arhivirana inačica izvorne stranice od 15. travnja 2023. (Wayback Machine)
- Lista kazališta koju su podignuli Fellner & Helmer (na engleskom)